# Antun Šojat (slikar)
Antun Šojat (Prčanj, 6. listopada 1911. – Zagreb, 10. listopada 1974.), hrvatski slikar Rodom Hrvat.

## Životopis
Rodio se je u Prčanju 1911. godine. Diplomirao na Akademiji u Zagrebu 1939. Cijeli je život ostao vezan uz rodnu Boku kotorsku. Suprug je priznate hrvatske slikarice Melite Šojat-Bošnjak.